# Acropyga

Acropyga berwicki

Acropyga (лат.) — род муравьёв из подсемейства Formicinae, включающий мелких по размеру земляных муравьёв.

## Распространение
Муравьи рода Acropyga обнаружены в Америке, южной Африке, Индии, юго-восточной Азии и Австралии. Один вид (A. palearctica) найден в Европе (Греция). Ископаемые представители рода обнаружены в миоценовом янтаре (Acropyga glaesaria, Доминиканский янтарь), в том числе вместе с мирмекофильными червецами Electromyrmococcus.

## Описание
Рабочие имеют жёлтую или желтовато-коричневую окраску и длину около 2—4 мм. Усики состоят из 8, 10 или 11 члеников, включая скапус. Щупики короткие (нижнечелюстные состоят из пяти-двух члеников, а нижнегубные — из трёх), глаза редуцированные (в них от 4 до 30 омматидиев). У некоторых видов глаза полностью отсутствуют. Мандибулы несут от 3 до 5 зубчиков. Ведут скрытный образ жизни, гнёзда земляные, под корой деревьев или в корнях.
Большинство видов специализированы на трофобиотических связях, то есть на разведение насекомых, сосущих соки растений (тлей, червецов и щитовок, Homoptera). Некоторые виды таких равнокрылых насекомых стали мирмекофилами и настолько приспособлены к жизни в муравейниках Acropyga, что нигде более и не встречаются. Молодые самки Acropyga, отправляясь в брачный полёт, уносят из материнского гнёзда одного червеца, удерживая его в своих челюстях. Такое необычное поведение было названо трофофорезией.

## Систематика
Около 60 видов.
| - Acropyga acutiventris Roger, 1862typus - Acropyga ambigua Emery, 1922 - Acropyga amblyops Forel, 1915 - Acropyga arnoldi Santschi, 1926 - Acropyga bakwele LaPolla & Fisher, 2005 - Acropyga baodaoensis Terayama, 1985 - Acropyga berwicki Wheeler, 1935 - Acropyga borgmeieri Donisthorpe, 1939 - Acropyga bruchi Santschi, 1929 - Acropyga butteli Forel, 1912 - Acropyga crassicornis Emery, 1900 - Acropyga decedens (Mayr, 1887) - Acropyga distinguenda Karavaiev, 1935 - Acropyga dodo (Donisthorpe, 1946) - Acropyga donisthorpei Weber, 1944 - Acropyga dubia Karavaiev, 1933 - Acropyga dubitata (Wheeler & Mann, 1914) - Acropyga emeryi (Forel, 1915) - Acropyga epedana Snelling, 1973 - Acropyga exsanguis (Wheeler, 1909) - Acropyga fuhrmanni (Forel, 1914) - †Acropyga glaesaria LaPolla, 2005 - Acropyga goeldii Forel, 1893 - Acropyga guianensis Weber, 1944 - Acropyga indistincta Crawley, 1923 - Acropyga indosinensis Wheeler, 1935 - Acropyga inezae Forel, 1912 - Acropyga jiangxiensis Wang & Wu, 1992 - Acropyga kathrynae Weber, 1944 - Acropyga lauta Mann, 1919 | - Acropyga major Donisthorpe, 1949 - Acropyga marshalli (Crawley, 1921) - Acropyga meermohri (Staercke, 1930) - Acropyga mesonotalis Weber, 1944 - Acropyga moluccana Mayr, 1879 - Acropyga myops Forel, 1910 - Acropyga nipponensis Terayama, 1985 - Acropyga oceanica Emery, 1900 - Acropyga oko Weber, 1944 - Acropyga pachycera (Emery, 1906) - Acropyga paleartica Menozzi, 1936 - Acropyga pallida (Donisthorpe, 1938) - Acropyga paludis Weber, 1944 - Acropyga panamensis Weber, 1944 - Acropyga paramaribensis Borgmeier, 1933 - Acropyga parvidens (Wheeler & Mann, 1914) - Acropyga pickeli Borgmeier, 1927 - Acropyga quadriceps Weber, 1944 - Acropyga robae Donisthorpe, 1936 - Acropyga rutgersi Buenzli, 1935 - Acropyga sauteri Forel, 1912 - Acropyga silvestrii Emery, 1915 - Acropyga smithii Forel, 1893 - Acropyga termitobia Forel, 1912 - Acropyga trinitatis Weber, 1944 - Acropyga undecema (Donisthorpe, 1949) - Acropyga urichi Weber, 1944 - Acropyga wheeleri Mann, 1922 |